# 2006 год в политике России
В 2006 году в России прошли выборы в органы государственной власти субъектов Федерации и в органы местного самоуправления в 68 регионах.

## Март
- 12 марта в 68 субъектах Российской Федерации состоялись выборы в органы государственной власти субъектов Федерации и в органы местного самоуправления. В списках избирателей насчитывалось 17 миллионов человек.

## Май
- 10 мая Владимир Путин обратился с посланием к Федеральному Собранию, темами которого стали семейные и демографические проблемы, а также вопросы обороноспособности.

## Июль

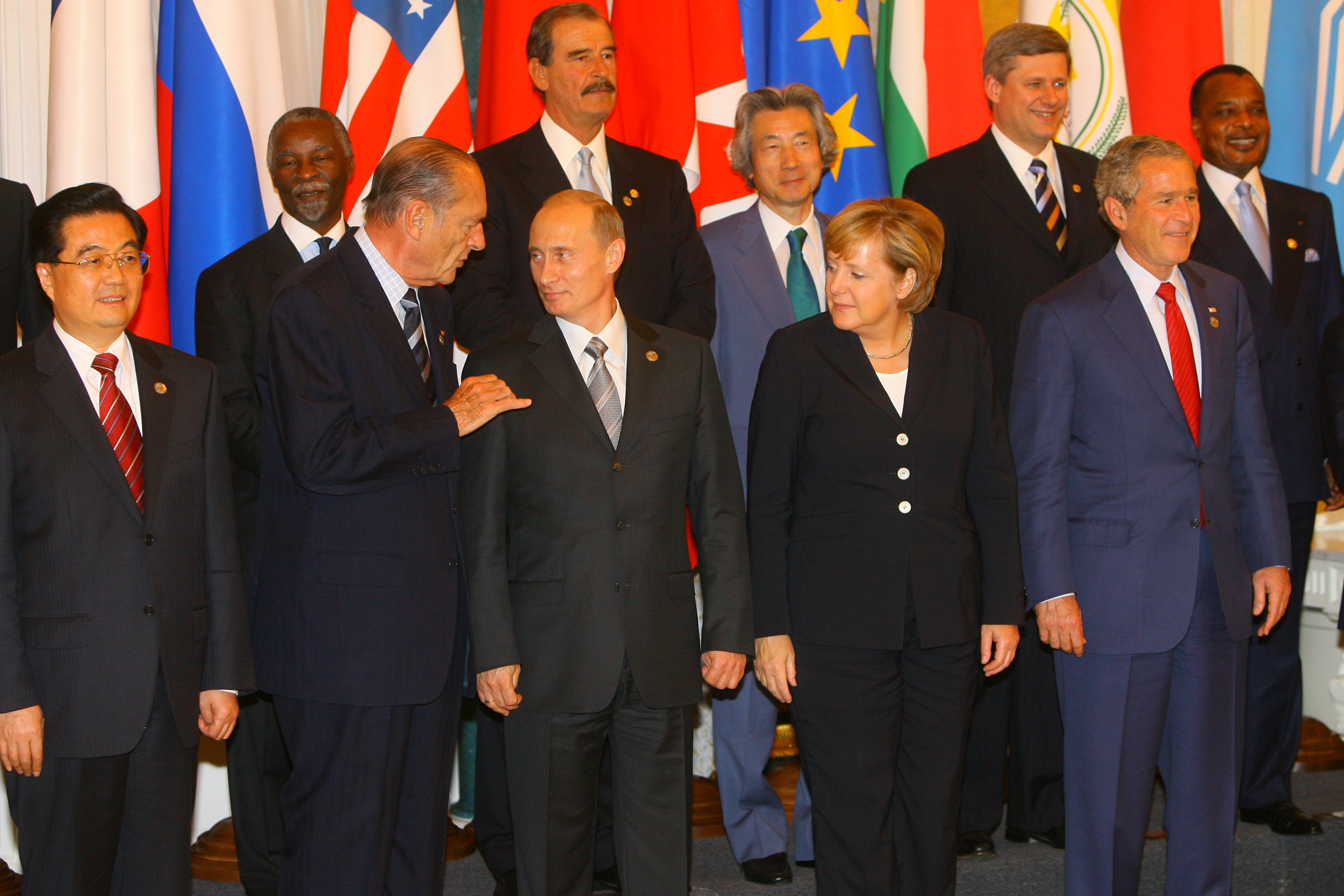
Президент России Владимир Путин с главами государств и правительств, участвующих в саммите. Фотография пресс-службы президента России, 15—17 июля 2006 г.

- 10 июля в Ингушетии в результате спецоперации уничтожен один из лидеров бандформирований Шамиль Басаев.
- 15—17 июля в Санкт-Петербурге проходил 32-й саммит «Большой восьмёрки», на котором впервые председательствовала Россия.

## Август
- 30 августа начались массовые беспорядки в карельском городе Кондопога, которые продолжились в сентябре.

## Октябрь
- 8 октября прошли выборы в органы государственной власти субъектов Федерации и в органы местного самоуправления в 68 регионах[1].

## Ноябрь

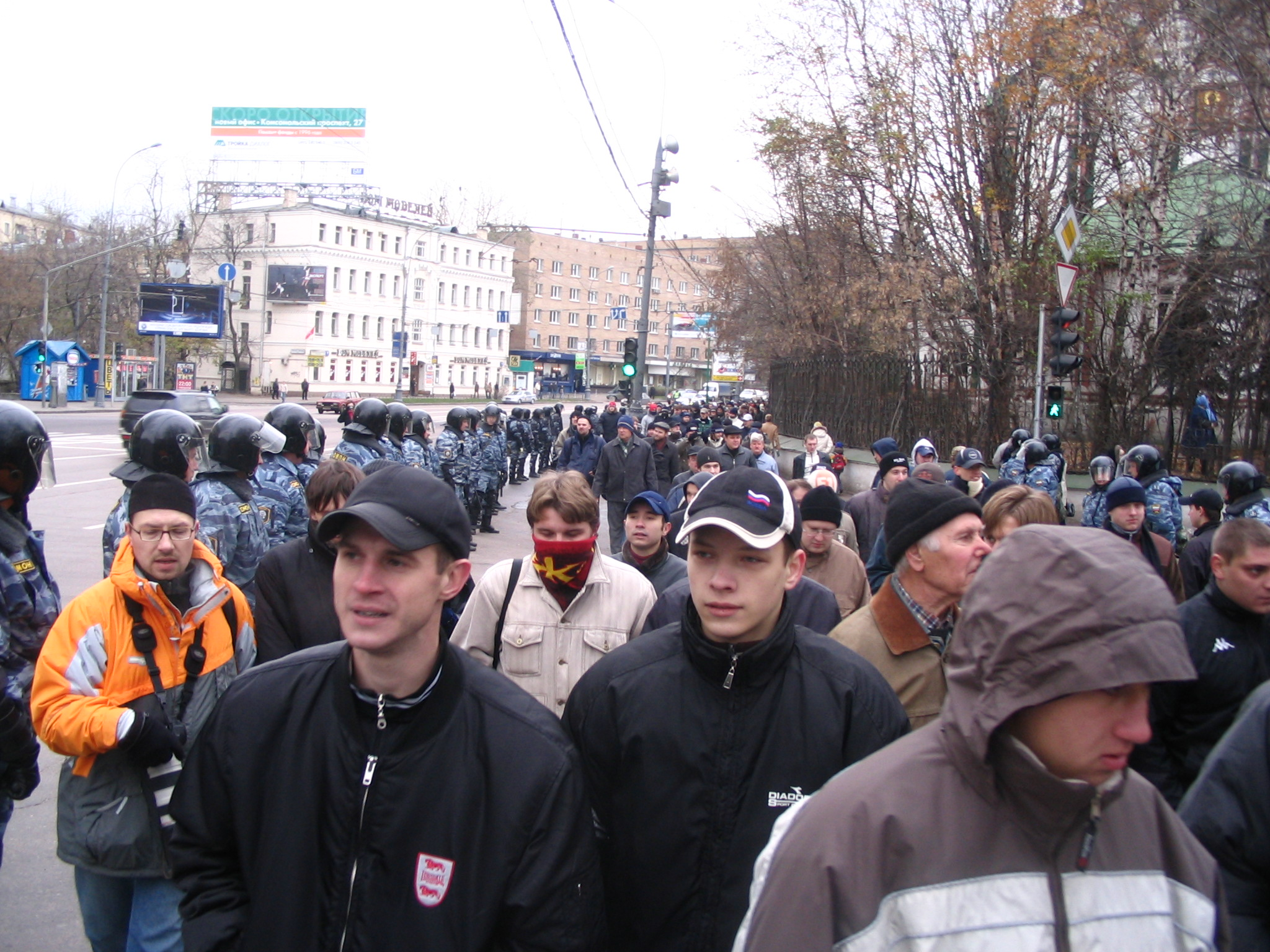
Участники «Русского марша». Москва, 4 ноября 2006 г.

- 4 ноября прошли шествия и митинги русских националистических движений, получившие название «Русский марш 2006».

## Декабрь
- 5 декабря Владимир Путин подписал закон о внесении изменений и дополнений в избирательное законодательство.
- 29 декабря Владимир Путин подписал федеральный закон о так называемом «материнском капитале».